# ネクスコ東日本エリアトラクト
株式会社ネクスコ東日本エリアトラクト（ネクスコひがしにほんエリアトラクト）は、関東から北海道にある高速道路のサービスエリア、パーキングエリアを管理している、東日本高速道路株式会社（NEXCO東日本）のグループ会社である。
2024年（令和6年）6月26日、NEXCO東日本グループ会社の再編により、それまでのネクセリア東日本株式会社から株式会社ネクスコ東日本エリアトラクトに社名変更した。

## 歴史
2006年4月1日、財団法人道路サービス機構（J-Sapa）と財団法人ハイウェイ交流センター（HELLO SQUARE）が管理してきた高速道路にあるサービスエリア（SA）、パーキングエリア（PA）のうち、NEXCO東日本管内の施設管理を承継した。
施設内の直営店舗については、2008年10月1日からNEXCO東日本の別子会社であるネクスコ東日本リテイルに店舗運営を移管している。
2024年（令和6年）6月26日、NEXCO東日本グループ会社の再編により、ネクセリア東日本株式会社から株式会社ネクスコ東日本エリアトラクトに社名変更した。社名変更に併せて、サービスエリア事業を担うグループ会社4社（ネクスコ東日本リテイル、ネクスコ東日本エリアサポート、ネクスコ東日本ロジテム、ネクスコ東日本シティフード）を同社の子会社としてグループ内再編し、グループ統括機能を持つこととなった。
社名のエリアトラクトは「エリア」と「アトラクト（魅了する・惹きつける）」をかけあわせて表現したもので、「トラクト（tract)」として「広がり」や「ひく・牽引する」の意味も合わせ持つ。
また、旧社名の「ネクセリア（NEX-AREA）」は「高速道路会社（Nippon EXpressway）」の "NEX" と「サービスエリア」「パーキングエリア」の "AREA" との造語であった。

## 支店・運営範囲
以下の5支店、3支部を持ち、東日本高速道路管内の185箇所（上下線別・2025年1月時点）のSA、PAを管理している。SA/PA内の自動販売機の管理・運営や、SA/PA内のリーフレットスタンド、デジタルサイネージ等による広告事業を実施している。
- 札幌支店：北海道札幌市厚別区大谷地西5-12-30 NEXCO東日本 北海道支社内2F
- 東北支店：宮城県仙台市青葉区本町2-15-1 ルナール仙台ビル6F
  - 盛岡支部：岩手県盛岡市盛岡駅前通15-20 東日本不動産盛岡駅前ビル6F
- 関東西支店：埼玉県さいたま市大宮区桜木町1-7-5 ソニックシティビル18F
  - 宇都宮支部：栃木県宇都宮市大通り2-2-3 明治安田生命宇都宮大工町ビル6F
  - 長野支部：長野県長野市上千歳町1137-23 リアライズ長野ビル9F
- 関東東支店：東京都墨田区太平4-1-3 オリナスタワー4F
- 新潟支店：新潟県新潟市中央区弁天3-2-3 ニッセイ新潟駅前ビル3F

### 運営対象外のSA・PA
いずれも第三セクターによる運営である。
- 山形自動車道　寒河江サービスエリア（上下線）
- 山形自動車道　櫛引パーキングエリア（上り線）
- 上信越自動車道　佐久平パーキングエリア（上下線）

## サービス等

### ハイウェイウォーカー
Highway Walker（ハイウェイウォーカー）は、角川マガジンズ（創刊当初は角川クロスメディア）と東日本高速道路の共同制作によるサービスエリア・パーキングエリア情報誌。それまでの道路サービス機構（ジェイサパ）及びハイウェイ交流センター（ハロースクエア）がそれぞれ配布してきた「エリアガイド」（サービスエリア・パーキングエリアの案内及び地図）に代わり、2006年4月に創刊した。フリーマガジンの形態を採っており、東日本高速道路管理のサービスエリア・パーキングエリア（有人の売店コーナーのあるエリアに限られる）にて無料配布されている。
各エリアのドライブ情報やグルメ・土産情報、小説等の他、地図が掲載されている。創刊当時は「関東上信越版」「東北版」「北海道版」の3種類であったが、2007年5月号から「東日本版」「北海道版」の2種類に集約された。各版とも、それぞれの地域のみで配布されており、内容は異なる。なお、品切れの場合でも、代わりの地図等は配布していない。
2021年3月29日からは公式Twitterが、4月15日からは公式サイトがそれぞれ開設された。
北海道版については、2024年4月号をもって冊子版の配布を終了し、web版のみとなっている。
東日本版
- 東北自動車道
- 八戸自動車道
- 秋田自動車道
- 山形自動車道
- 磐越自動車道
- 常磐自動車道
- 東京外環自動車道
- 東関東自動車道
- 館山自動車道
- 関越自動車道
- 北関東自動車道
- 上信越自動車道
- 長野自動車道（更埴JCT～安曇野IC）
- 北陸自動車道（朝日IC～新潟中央JCT）
- 京葉道路
- 千葉東金道路
- 東京湾アクアライン
- 第三京浜道路
- 横浜新道
- 横浜横須賀道路

北海道版
- 道央自動車道
- 札樽自動車道

### エリアスタンプ
NEXCO東日本管内の主要SA、PA（北海道に関してはすべての有人エリア）に設置されている。すべてのスタンプにNEXCO東日本の社名が入っている。

### Pasar
一部のサービスエリア・パーキングエリアについては、商業施設「Pasar」としてリニューアルしている。「Pasar 幕張」（京葉道路幕張パーキングエリア）を皮切りに今後10年間で20箇所程度展開していく予定。

## テレビ番組
- 日経スペシャル ガイアの夜明け フリーペーパー協奏曲～拡大する“0円雑誌”の仕掛け人たち～（2006年11月21日、テレビ東京）[9] - 「ハイウェイウォーカー」を取材。